# Kazuma Yamaguchi
Kazuma Yamaguchi (født 17. januar 1996) er en japansk fodboldspiller.
Han har spillet for flere forskellige klubber i sin karriere, herunder Kashima Antlers.